# Revúca
 Ikke at forveksle med Revúca (distrikt).
Revúca er en by og kommune i distriktet Revúca i regionen Banská Bystrica i det sydlige Slovakiet. Den ligger kun 300 kilometer fra den slovakiske hovedstad Bratislava. Byen har et areal på 38,87  km² og en befolkning på 11.484(2021) indbyggere.
Byen er hjemsted for administrationen af Muránska planina Nationalpark. 